# Димна суміш
Димна Суміш — український рок-гурт. Заснований 3 грудня 1998 року в Чернігові, існує досі з перервою з 2012 до 2016. Гурт грає постграндж та суміш з хардкору, панку і психоделіки. Гурт-переможець фестивалів «Червона Рута» (Україна), «Перлини Сезону» (Україна), «Доски» (Москва), «Woodstock» (Польща).
Члени гурту — вегетаріанці. Вони відкрито висловлюють свою думку проти насильства, вживання наркотиків та алкоголю, бажаючи донести слухачам своєю музикою та текстами пісень життєві цінності.
У 2024 році гурт видав новий сингл «Птах».

## Історія
На початку творчості продюсером гурту був Євген Ступка.
В 2006 році Стас Брейтус подарував басисту гурту Ігорю Гержині раритетну бас-гітару з колекції Рекса Брауна — бас-гітариста групи Pantera. Тоді «Димна Суміш» виступила на телебаченні в програмі «Свіжа Кров» на телеканалі М1. Згодом гурт покинув Гущин Олександр.
В 2007 році гурт записав другий альбом та зняв перший кліп. 24 лютого в студії Олега Ступки «Лемма» музиканти записувалися одночасно на чотири мікрофони, в режимі концертного виступу. Кліп на пісню «В Країні Ілюзій» зняв відомий кліпмейкер Віктор Придувалов, кліп був взятий у ротацію телеканалом М1.
Наприкінці 2008 року вийшов кліп на пісню «Танцюй, танцюй».
У 2010 році вийшов кліп на пісню «Згадуй, бійся, плач і зви» .
У квітні 2012 році музиканти гурту заявили, що колектив тимчасово припиняє свою діяльність через неможливість «миритися з ситуацією в нашій країні — коли культура на останньому місці, а натомість панує суцільна політика, зомбування, соціальні експерименти і легкий тоталітаризм».
4 серпня 2016 гурт презентував сингл «Зламані» та «О Боже Мій».
У червні 2017 року гурт анонсував декілька сольних концертів у різних містах України (зокрема в Києві, Львові та Вінниці), а також виступ на фестивалі «Файне місто» в Тернополі.
1 лютого 2018 року Саша Чемеров повідомив на своїй сторінці Facebook, що гурт припиняє своє існування.

## Склад гурту
- Саша Чемеров — вокал, гітара, віровець, теремін
- Сергій Мартинов — гітара, ситара
- Ігор Гержина — бас (2003—2018)
- Олег Федосов — барабани

Колишні учасники:
- Гущин Олександр — барабани (1999—2006)[1]
- Сергій Шейко — гітара (1999—2003)
- Валерій Деревʼянський — барабани (записаний на другому альбомі)

## Альбоми
- Ти живий (2005)
- В країні ілюзій (2008)
- Димна Суміш (2009)
- Live Improvisation (2010)
- Rare, Demos & Unreleased (1998—2002)

## Кліпи
На чотири пісні з альбому «В Країні Ілюзій» зняті такі кліпи.
1. Наприкінці 2007 року був представлений дебютний кліп — на пісню «В Країні Ілюзій» — знімав режисер Віктор Придувалов.
2. У червні 2008 року знято кліп на пісню «Психоделічні Краї». Авторство — «Muddha studios».
3. 4 липня 2008 року «Димна суміш» презентувала кліп на пісню «Вкрай Стомлений». Відео знято за підтримки українського MTV, під час концерту «Димної суміші» біля станції метро «Площа Льва Толстого». Режисер кліпу — Євген Волков.
4. 1 вересня 2008 року відбулась прем'єра нового кліпу на пісню «Океан» (режисер-Олексій Голуб) на офіційному сайті гурту і телеканалі MTV-Україна.

Кліпи на пісні з третього альбому «ДС» — «Димна Суміш»:
1. У грудні 2008 року закінчили знімання кліпу на пісню з третього альбому гурту — «Танцюй, Танцюй». Прем'єра кліпу відбулася в березні 2009 року. Режисер кліпу — Олексій Голуб.
2. 18 квітня 2009 року відбулося знімання кліпу на пісню «Кожної весни». 15 травня, одночасно з появою третього альбому гурту «Димна Суміш» у музичних магазинах, на телеекрани вийшла відеоверсія «Кожної весни».
3. 5-6 серпня «Димна Суміш» знімала матеріал для пісні «R'n'R». Режисер кліпу — Олександр Образ.
4. Наприкінці листопада гурт узявся до екранізації вже четвертої пісні з альбому «Димна Суміш» — «Кращий друг самурая».
5. «Карма», 2010 рік.[7]
6. «Згадуй, бійся, плач і зви», 2010 рік.